# Fakulta sociálně ekonomická Univerzity Jana Evangelisty Purkyně
Fakulta sociálně ekonomická Univerzity Jana Evangelisty Purkyně v Ústí nad Labem (zkr. FSE UJEP) je jednou z osmi (a jednou ze tří zakládajících) fakult Univerzity Jana Evangelisty Purkyně v Ústí nad Labem.

## Historie instituce

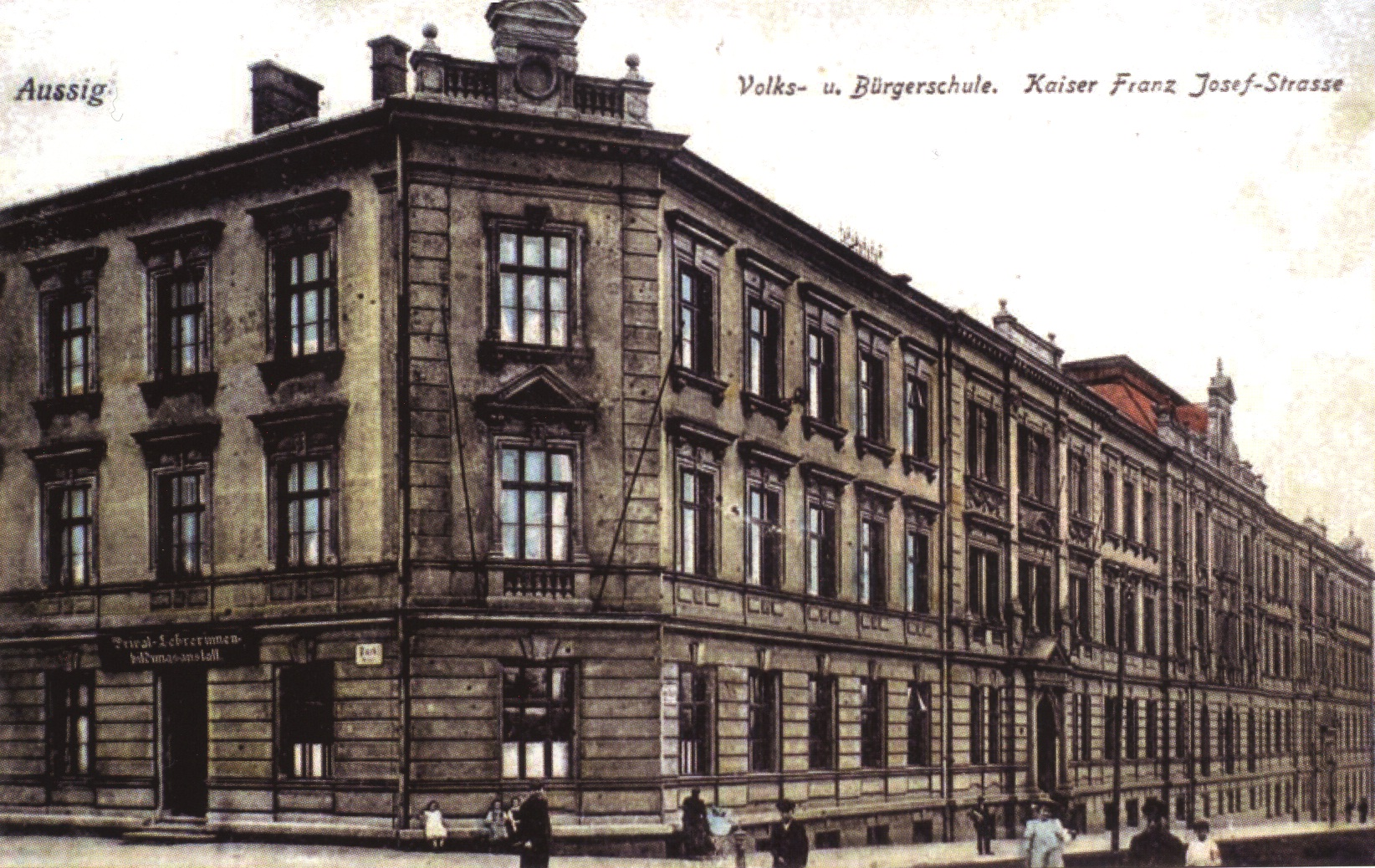
Budova FSE UJEP, původně Německá škola (historická pohlednice vydaná Aloisem Weidlichem)

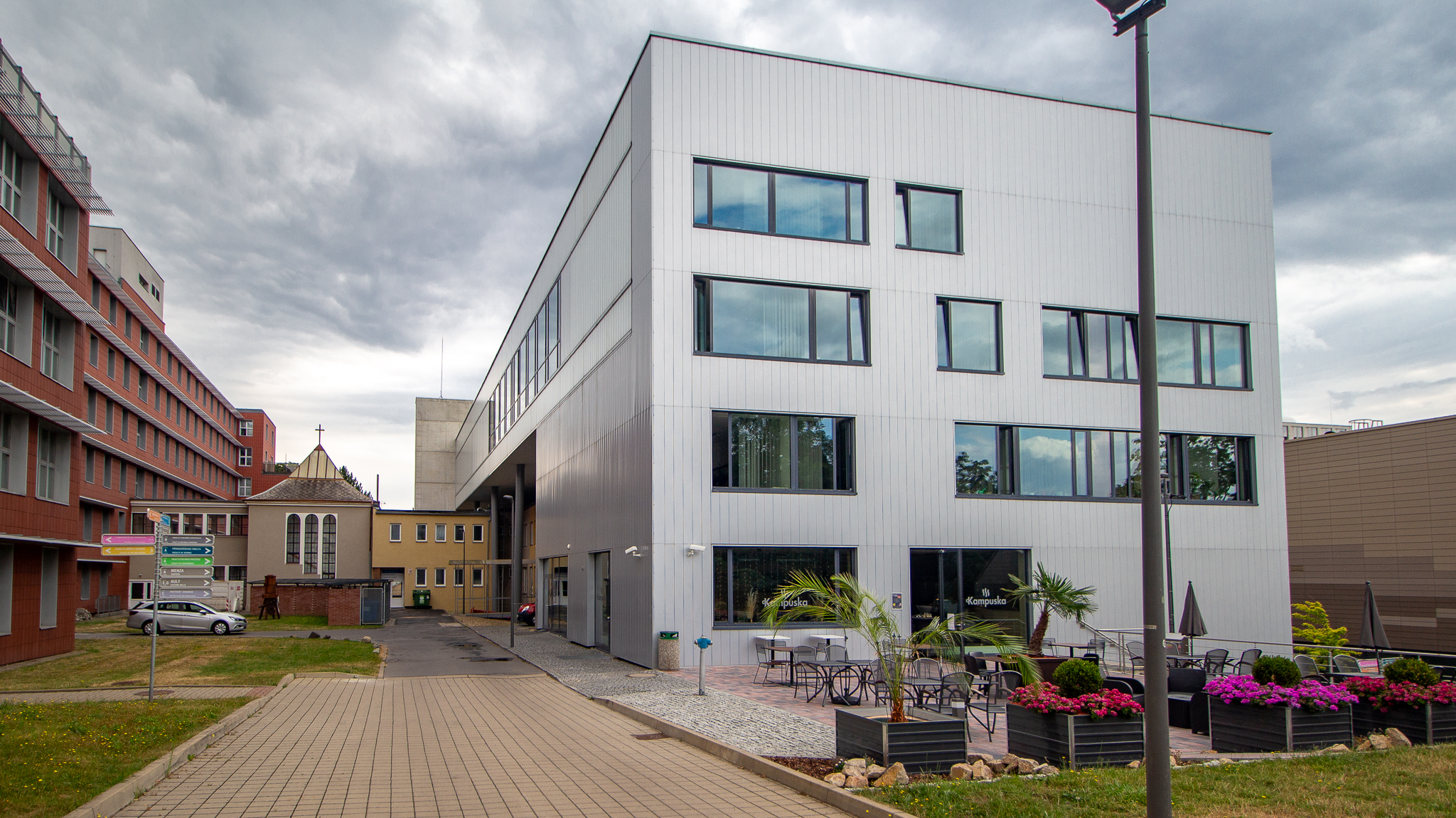
Nová budova FSE UJEP v univerzitním kampusu

Fakulta vznikla v roce 1991 a společně s Pedagogickou fakultou a Fakultou životního prostředí je zakládající fakultou celé Univerzity Jana Evangelisty Purkyně. Své dobré jméno si vybudovala během 90. let řešením ožehavých ekonomických problémů v regionu, který tehdy procházel transformací průmyslu. Nezaměstnanost zde patřila k nejvyšším v republice.
Je jedinou veřejnou fakultou se zaměřením na sociální a ekonomická studia v Ústeckém kraji. Jejími hlavními úkoly je příprava vzdělaných odborníků pro státní i soukromý sektor, rozvíjení vědecko-výzkumné činnosti v návaznosti na region, dále také rozvíjet spolupráci s jinými univerzitami a státními institucemi. 
Fakulta dále podporuje program celoživotního vzdělávání. V současnosti na FSE pracuje okolo 50 akademických pracovníků a studuje zde kolem 1,3 tis. studentů, jak v bakalářských studiích prezenčního či kombinovaného typu, tak navazujících magisterských studiích.

### Historie fakultní budovy
Budova od svého prvopočátku vždy primárně sloužila ke vzdělávání. V roce 1896 zde byla otevřena Německá obecná a měšťanská škola (dříve ulice Františka Josefa I., nyní Moskevská). Důvodem pro její vybudování byl postupný nárůst žactva a malý počet adekvátních prostor a tříd.
Od roku 1902–1932 zde také sídlil po boku obecné a měšťanské školy Německý učitelský ústav, který zajišťoval vzdělávání učitelek pro obecné a měšťanské školy. Neměl vlastní profesorský sbor. Výuka zde byla vedena profesory z ústeckého gymnasia a ústecké obchodní akademie. V roce 1932 se přestěhoval do dívčího reálného gymnasia a v roce 1937 byl zestátněn.
Před samotným založením fakulty se v budově nacházelo pracoviště Sociálně-ekonomického ústavu, který byl zrušen Akademií věd ČR s účinnosti k 30. červnu 1993.

## Katedry
Fakulta se v současné době dělí na 8 odborných kateder, z nichž 3 mají ekonomické zaměření.
| Název                                         | Zkratka | Vedoucí                            | Web                                                  |
| --------------------------------------------- | ------- | ---------------------------------- | ---------------------------------------------------- |
| Katedra ekonomie a managementu                | KEMA    | Ing. Michaela Jánská, PhD.         | web KEMA Archivováno 3. 3. 2016 na Wayback Machine.  |
| Katedra financí a účetnictví                  | KFÚ     | Ing. Lucie Kopáčková, Ph.D.        | web KFÚ Archivováno 3. 3. 2016 na Wayback Machine.   |
| Katedra matematiky a informatiky              | KMI     | RNDr. Jana Šimsová, Ph.D.          | web KMI Archivováno 3. 3. 2016 na Wayback Machine.   |
| Katedra práva a politologie                   | KPP     | doc. PhDr. Václav Houžvička, Ph.D. | web KPP Archivováno 3. 3. 2016 na Wayback Machine.   |
| Katedra regionálního rozvoje a veřejné správy | KRRVS   | doc. Ing. Petr Hlaváček, Ph.D.     | web KRRVS Archivováno 3. 3. 2016 na Wayback Machine. |
| Katedra sociální práce                        | KSP     | doc. PhDr. Pavel Kuchař, CSc.      | web KSP Archivováno 3. 3. 2016 na Wayback Machine.   |
| Katedra cizích jazyků                         | KCJ     | PhDr. Hana Suchánková, Ph.D.       | web KCJ Archivováno 3. 3. 2016 na Wayback Machine.   |

## Seznam děkanů Fakulty sociálně ekonomické
| od           | do          | děkan                              |
| ------------ | ----------- | ---------------------------------- |
| 13. 11. 1991 | 30. 9. 1993 | doc. Ing. Miroslav Farský, CSc.    |
| 1. 10. 1993  | 30. 9. 1996 | doc. Ing. Antonín Pešek, CSc.      |
| 1. 11. 1996  | 8. 2. 1998  | PhDr. René Hladík, CSc.            |
| 9. 2. 1998   | 8. 2. 2004  | doc. Ing. Zdeněk Štěpánek, CSc     |
| 9. 2. 2004   | 8. 2. 2007  | prof. Ing. Zdeněk Pavlík, DrSc.    |
| 9. 2. 2007   | 8. 2. 2013  | doc. Ing. Zdeněk Štěpánek, CSc     |
| 9. 2. 2013   | 30. 4. 2021 | doc. RNDr. Jaroslav Koutský, Ph.D. |
| 1. 5. 2021   | dosud       | Mgr. Ondřej Moc, Ph.D.             |

## Vedení fakulty
- Mgr. Ondřej Moc, Ph.D. – děkan
- Ing. Miroslav Kopáček, Ph.D. – proděkan pro studium, statutární zástupce děkana
- Ing. Lucie Povolná, Ph.D. – proděkanka pro rozvoj a kvalitu
- doc. Ing. Lenka Slavíková, Ph.D. – proděkanka pro vědu a doktorské studium
- Mgr. Jitka Laštovková, Ph.D. – proděkanka pro vnější vztahy
- Ing. Dagmar Kubišová – tajemnice

## Studijní programy

### Bakalářské studijní programy
Standardní délka studia jsou 3 roky, absolventi poté získávají titul bakalář (zkratka Bc.). Na fakultě je možnost studovat 3 studijní programy:
- Ekonomika a management (prezenční i kombinované studium),
- Regionální rozvoj a veřejná správa (prezenční i kombinované studium),
- Sociální politika a sociální práce (prezenční i kombinované studium).

### Navazující magisterské studijní programy
Standardní délka studia jsou 2 roky, absolventi získávají titul inženýr (zkratka Ing.) nebo magistr (Mgr.). Fakulta disponuje 4 navazujícími magisterskými programy:
- Ekonomika a management veřejného sektoru (titul Ing., prezenční studium),
- Regionální rozvoj a veřejná správa (titul Ing., prezenční studium),
- Řízení kulturních a kreativních odvětví (titul Ing., prezenční a kombinované studium),
- Sociální práce (titul Mgr., prezenční studium).

### Doktorské studijní programy
Standardní délka studia jsou 4 roky, absolventi získávají titul doktor (Ph.D.). Fakulta disponuje 3 doktorskými programy:
- Aplikovaná ekomie a správa (prezenční i kombinované studium),
- Regulace a behaviorální studia (prezenční i kombinované studium),
- Regulation and Behavioural Studies (prezenční i kombinované studium).